# Holden Roberto
Álvaro Holden Roberto (São Salvador do Congo, 12 de enero de 1923- Luanda, 2 de agosto de 2007) fue un dirigente angoleño durante la Guerra de Independencia de Angola.
Durante la Guerra de Independencia de Angola mantuvo los seudónimos de "José Gilmore", "Osusana Milton" y "Ruy Ventura".

## Primeros años
Roberto era hijo de Garcia Diasiwa Roberto y de Joana Lala Nekaka, y descendiente de la familia real del Reino del Congo. Nació en São Salvador, al norte del África Occidental Portuguesa. Su familia se trasladó a Léopoldville (Congo Belga), en 1925. En 1940 se graduó en una escuela de la misión bautista. Trabajó en el Ministerio Belga de Finanzas de Léopoldville, Costermansville, y Stanleyville durante ocho años. En 1949, Roberto volvió a Léopoldville, donde se unió a su tío para jugar en el equipo de fútbol local de los "Nómadas". En 1951 visitó Angola, donde fue testigo de los abusos de oficiales portugueses a un anciano, lo que le inspiró en su carrera política.

## Carrera política
Empezó su actividad política en 1954 fundando la Unión de las Poblaciones del Norte de Angola (UPNA), luego rebautizada como Unión de las Poblaciones de Angola (UPA). En 1960 llega a un acuerdo con el MPLA que no llegaría a desarrollarse, para asumir por su parte el liderazgo en la lucha contra el colonialismo portugués. Los Estados Unidos, Zaire, Sudáfrica, y la República de China todos le apoyaron en su lucha contra el MPLA alguna vez. 

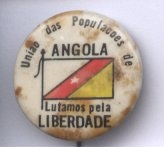
Emblema de la UPA.

En 1962 funda el Frente Nacional de Liberación de Angola (FNLA), del que pasa a ser presidente. Este partido constituiría el Gobierno Revolucionario de Angola en el Exilio, en el que Jonás Savimbi es Ministro de Asuntos Exteriores.

## Independencia y Guerra Civil
El 25 de abril de 1974 el gobierno portugués del doctor Caetano fue derrocado por un golpe militar (la Revolución de los Claveles), y el nuevo gobierno resultante decidió terminar las guerra coloniales de Angola, Mozambique, Timor Oriental, Guinea Portuguesa y Cabo Verde, que habían convertido a la nación lusa en el país menos desarrollado de toda Europa Occidental. 
Roberto esperaba que el hecho de ser anti-comunista y prooccidental convencería al gobierno de Caetano a negociar con él, pero tras su derrocamiento, tuvo que admitir en el Acuerdo de Alvor del 14 de enero de 1975 que se fijara la fecha de independencia para el 11 de noviembre de 1975, y que el partido que tuviera el control de Luanda en aquel momento sería reconocido por Portugal como fuerza de gobierno. La guerra fue decantándose gradualmente hacia el MPLA, que gozaba de un amplio apoyo popular y que se hizo con el control de la capital poco antes de la fecha estipulada.

## Asunto Callan
Un evento de la Guerra Civil Angoleña que manchó el nombre de Roberto fue su respuesta a la Operación Carlota la ofensiva del nuevo ejército angoleño FAPLA y tropas cubanas al norte, donde el FNLA puso sus tropas; además su derrota en el centro de Angola. Roberto contrató un grupo de mercenarios portugueses, británicos, y chipriotas para formar un batallón de combatientes de élite contra las fuerzas del FAPLA y cubanas. Un chipriota-británico, exparacaidista británico, alias Coronel Callan, Costas Georgiou, fue designado comandante de la nueva fuerza, que carecía de entrenamiento y preparación militar. Callan, que en realidad nunca había tenido el rango de oficial, dirigió la fuerza de ataque mezclado a algunos triunfos contra números superiores de tropas de FAPLA, incluyendo una escaramuza en la que mataron a 60 combatientes, destruyeron cuatro tanques T-34 y cuatro baterías de cohetes del tipo "Órgano de Stalin" o Katyusha. 
Pero los triunfos cortos de Callan no fueron suficientes por evitar el triunfo de la ofensiva del gobierno. Algunos de los mercenarios frescos de Gran Bretaña que llegaron al comienzo de la campaña desertaron luego de un incidente entre ellos al regresar de un patrullaje en que dispararon hacia un grupo de mercenarios que los aguardaba en aeropuerto de Maquela do Zombo , esto enfureció a Callan. Para estos, Callan parecía ser un psicópata y adicto de la guerra. Cuando Callan los persiguió y les dio captura, este y sus compañeros leales llevaron una docena de los mercenarios rebeldes a un campo , les ejecutaron y sepultaron, hecho este que según dos mercenarios Portugueses alias "Madeira"  y "Litle Boy" relataron a la prensa Portuguesa tiempo después justificando en parte a Callan alegando que estos fueran fusilados por desertores y no por el incidente, donde por cierto no hubo víctimas. Poco después Callan fue herido en una batalla cuando uno de sus hombres disparo una RPG que impacto un camión de explosivos. Ante el avance del FAPLA y la fuerza de Cubanas este herido se refugió en una aldea de nativos, algunos de sus compañeros entre ellos los portugueses salieron a hacer un reconocimiento de la zona pero no volvieron por él, finalmente fue capturado con algunos de sus hombres. Las noticias sobre las ejecuciones que perpetró el Coronel Callan escandalizaron al público británico y dañaron la imagen del FNLA en la prensa europea. Roberto intentaba negar que tenía conocimiento de las ejecuciones y las atrocidades perpetradas por las tropas del Coronel Callan. Aunque es posible que Roberto no supiese la matanza de los mercenarios revelados, es conocido que Callan ejecutó a miembros de las tropas del FNLA que no le merecían confianza a Roberto. Por tanto es probable que tuviese conocimiento de los acontecimientos ocurridos en forma general. 
El 10 de julio de 1976 una corte angoleña juzgó a Callan y lo encontró culpable de "mercenarismo" y otros crímenes de guerra similares. Cuatro personas fueron ejecutadas junto con Callan por un pelotón de ejecución. Este evento causó desánimo y resultó en la caída de popularidad del FNLA y el cierre del apoyo a Roberto de los Estados Unidos y de la República de Sudáfrica. Estas ayudas fueron a parar a partir de este momento a manos de UNITA.

## Derrota y Paz
Sin el apoyo de los poderes occidentales, el FNLA gradualmente perdió su puesto en la guerra contra el gobierno, y la UNITA, con un ejército convertido en una máquina de destrucción, ocupó su lugar como la resistencia más fuerte al comunismo en Angola. Desde 1984 los tropas del FNLA no realizaron más acciones significativas. 
En 1992 el FNLA participaba en las primeras elecciones democráticas para la Asamblea Nacional angoleña. Roberto y sus compañeros obtuvieron el 2.4% de los votos, tan solo cinco escaños, una prueba de la caída del movimiento entre el pueblo angoleño. Cuando se reanudó la guerra contra el gobierno, el FNLA no tomó parte, ni rearmó sus tropas. Roberto, un hombre viejo, se dio cuenta de que no podía mantener una nueva guerra mientras no tuviese soldados.

## Final de su carrera política
Desde 1992, Roberto fue una figura menor en la política angoleña. El problema que impide a su partido convertirse en la tercera fuerza nacional detrás de MPLA y UNITA es el aplazamiento de las elecciones, que no se convocaron desde 1992. Roberto nunca pudo transformarse de un guerrillero a un crítico del gobierno que es leal a sus leyes. El partido de Roberto es el cuarto en votos en la Asamblea Nacional. En las elecciones programadas para 2008 Roberto era el único candidato para dirigir el partido.

### Guerra civil de Angola
- Guerra civil de Angola

#### Movimientos en disputa
- Frente Nacional para la Liberación de Angola
- Unión Nacional para la Independencia Total de Angola
- Movimiento Popular de Liberación de Angola

#### Adversarios
- José Eduardo dos Santos
- Jonás Savimbi